# Emilie Paličková

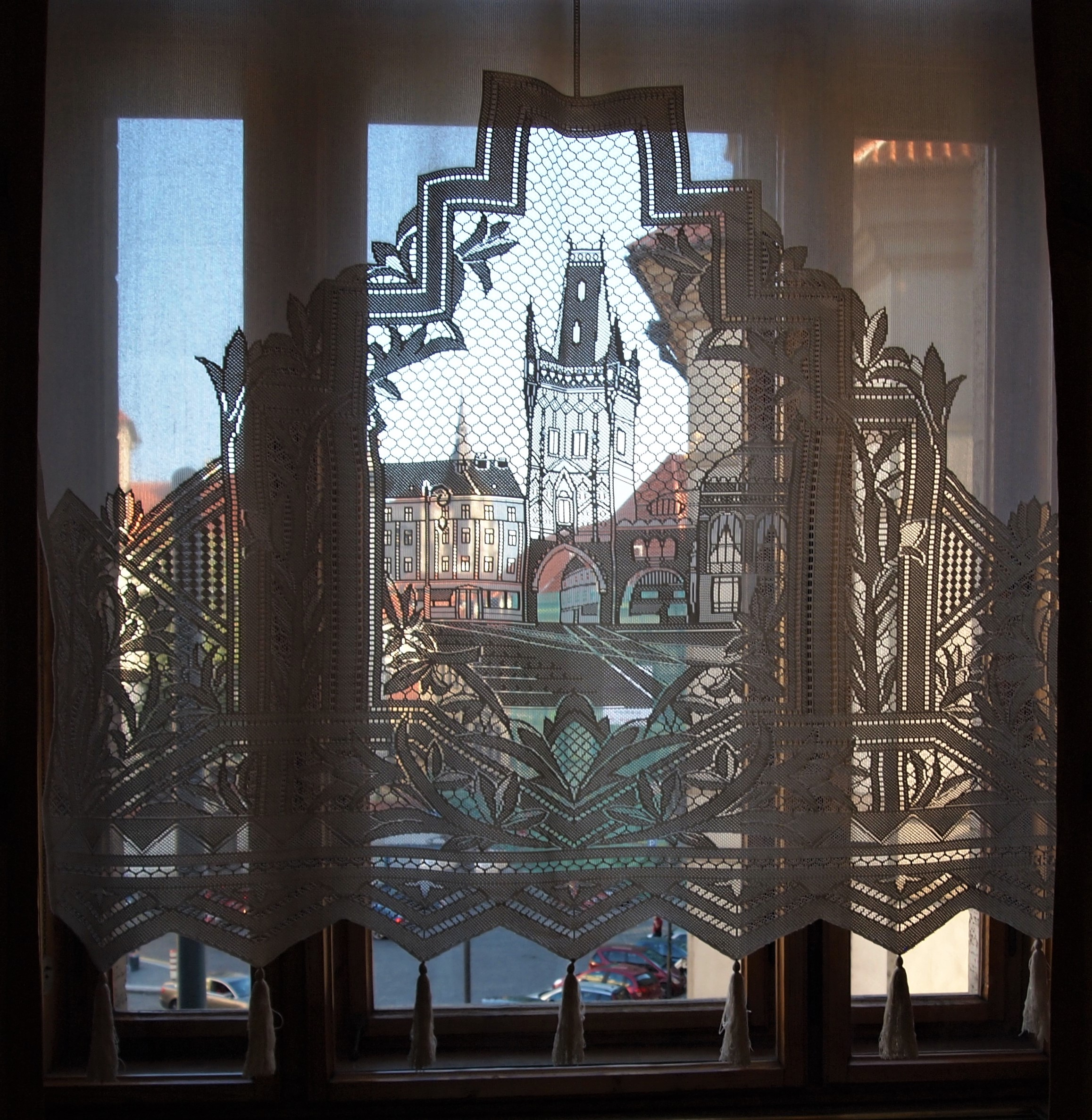
Emilie Paličková: Krajkový závěs pro rezidenci pražského primátora, 1929

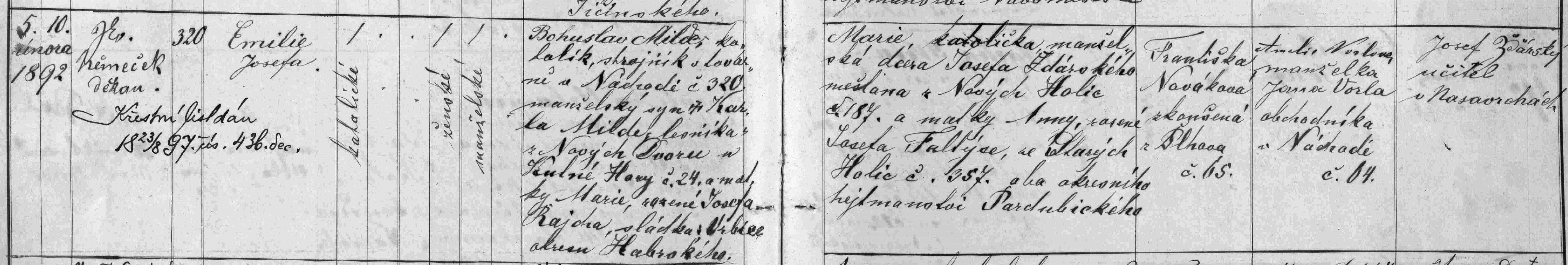
Záznam v matrice narozených, Emilie Mildeová, 1892

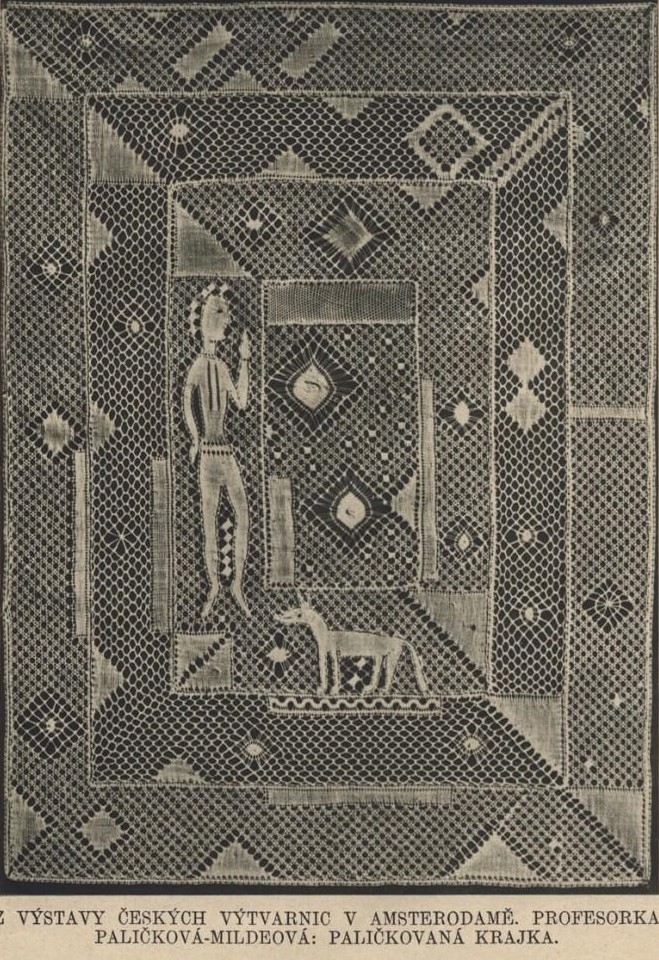
Emilie Paličková-Mildeová, krajka (1929)

Emilie Paličková-Mildeová, křtěná Emilie Josefa (5. února 1892 Náchod – 23. července 1973 Praha) byla významná česká textilní výtvarnice, krajkářka a pedagožka. Její největší přínos byl v osvobození krajky z tradičního rámce ornamentálních schémat. V roce 1925 získala na Mezinárodní výstavě moderního dekorativního a průmyslového umění v Paříži Grand Prix a zlatou medaili. Vytvořila také závěsy prezidentského lože Národního divadla. V letech 1946–1959 vedla mistrovský ateliér krajky na VŠUP.

## Život

### Mládí
Narodila se v Náchodě, v rodině strojníka v továrně v Náchodě Bohuslava Mildeho a jeho manželky Marie, rozené Žďárské (1866–??). Byla prostřední ze tří sourozenců. Mládí prožila v Bulharsku, kde její otec založil knihtiskařský závod. V letech 1907–1910 studovala na Umělecké průmyslové škole v Sofii. Po smrti otce se rodina vrátila do Čech.
Od června 1910 byla její matka Marie Mildeová s dětmi policejně hlášena v Praze jako vdova. Emilie pokračovala ve studiích na pražské Uměleckoprůmyslové škole v letech 1911–1915 u profesorů Josefa Schussera, Jana Beneše a Emilie Krostové. Po ukončení studií navrhovala v ateliéru Marie Teinitzerové koberce, pokrývky a batikování. Zároveň v letech 1917–1921 byla na Uměleckoprůmyslové škole asistentkou prof. J. Beneše.

### Textilní výtvarnice - krajkářka
V roce 1919 nastoupila do zaměstnání ve Státním ústavu školském pro domácí průmysl v Praze (dnes VOŠTŘ a SUŠTŘ, Praha 1, U půjčovny 9), kde působila jako návrhář a pedagog.
Měla dokonalý cit pro výtvarné možnosti krajky, návrhy jsou kompozičně i tvarově vyrovnané, vázané k charakteru textilie, technice i způsobu užití. Zpočátku přistupovala ke krajce jako k malbě nebo spíš kresbě. Nebyla svázaná technologickými postupy a neuvažovala o tom, jak se bude krajka „vyrábět“, ale tužkou ji nakreslila. Začala s technikou šité krajky, která dovoluje větší volnost v návrhu. Základem je jednoduchá kresba se zvýrazněnou konturou a plochy vyplněné různými vzory, zvláště mistrně využívala techniku jemného stínování. V jejím podání se krajka stala svébytným uměleckým odvětvím. Emilie Paličková byla v roce 1923 jmenovaná profesorkou a spojila s Ústavem celá následující desetiletí své plodné tvorby. Opustila jej až v roce 1946, kdy byla povolána jako profesorka na Vysokou školu uměleckoprůmyslovou v Praze.
V roce 1923 vytvořila první monumentální kruhovou kompozici ze šité krajky – Orloj – inspirovanou Mánesovým kalendáriem staroměstského orloje, zhotovenou patrně pro mezinárodní výstavu v Milánu. Následuje soubor šitých krajek, které v roce 1925 na Mezinárodní výstavu dekorativního a průmyslového umění do Paříže a získaly nejvyšší ocenění. Nejobdivovanější bylo Sluníčko – kruhová pokrývka, přes metr a půl široká provedená velmi jemnou technikou šité krajky. Pokrývka vznikla v pobočce v Schönfeldu/Krásno na Karlovarsku, kde na ní zručné krajkářky pracovaly 11 000 hodin. Emilie Paličková se ve svém návrhu inspirovala lidovým uměním, které mistrně převedla do současného stylu art deco. O jejích pracích se pochvalně zmiňuje i soudobá francouzská publikace z roku 1925, kde dvě třetiny reprodukcí představují díla Emilie Paličkové.
E. Paličková postupně přešla od ornamentálně dekorativního stylu k jednodušším kompozicím založeným na dokonalé stylizaci lidských postav. Typickým příkladem je pokrývka Lidé pod horami, vystavovaná a oceněná 1935 na mezinárodní výstavě v Bruselu. Ve třicátých letech začala užívat i techniku paličkované krajky. První velká práce provedená touto technikou byla vystavená na mezinárodní výstavě v New Yorku. V této kruhové monumentální kompozici upouští zcela od předchozí ornamentálnosti a symetričnosti. V dílech čtyřicátých let objevuje další motiv – člověk a vesmír, zapojuje i barvu. Práce směřují stále k větší abstraktnosti a uvolněnosti. Vedle těchto monumentálních pokrývek vznikají drobnější krajkové límečky, manžety, čelenky, kloboučky apod. Za druhé světové války se věnuje především stolničení. V závěru svého působení v Ústavu navrhla velikou stóru určenou pro prezidentský salonek v Národním divadle s motivem kytice provedenou v pobočce v Sedlici u Blatné. Dílo monumentální nejen svými rozměry, ale i pojetím, ve kterém plně využila možnosti paličkované krajky.
V roce 1946 byla jmenována profesorkou na Vysoké škole uměleckoprůmyslové, na této škole působila do roku 1959, kdy odešla na odpočinek.
Jejími žákyněmi byly například Milča Eremiášová, Emilie Frydecká, restaurátorka Jarmila Sikytová a řada dalších předních českých textilních výtvarnic.

### Soukromý život
V roce 1924 začala používat příjmení Paličková–Mildeová, provdala se za stavitele Jiřího Paličku. (Jeho firma realizovala mimo jiné v letech 1937–1938 vilu herečky Lídu Baarovou a jejího otce, Jiří Palička byl spoluautorem domu manželů Paličkových.)

## Výstavy
Pravidelně se účastnila souborných výstav doma a společně se Státním ústavem školským v zahraničí
- 1923 Milán, trienále
- 1925 Paříž, Mezinárodní výstava moderního a průmyslového umění
- 1926 Kodaň a Filadelfie
- 1929 Haag, společná výstava českých umělkyň[10]
- 1929 Barcelona, Mnichov, Amsterdam a Londýn
- 1930 Ósaka, Bukurešť
- 1931 Buenos Aires, Malmö a Stockholm
- 1933 Chicago
- 1939 New York – mezinárodní výstava moderního a průmyslového umění
- 1848 Bukurešť – moderního výstava
- 1949 Amsterdam, Stockholm
- 1957 Praha, Slovanský ostrov, Současné textilní umění
- 1958 Brusel, světová výstava
- 1968 Praha, Mánes, 50 let českého užitého umění a průmyslového výtvarnictví
- 1979 Praha, Galerie Jaroslava Fragnera, Krajka, výšivka, tkaný textil
- 1994 Praha, Lobkovický palác, výstava ke 115 výročí ŠÚUV
- 1999, Praha, Lobkovický palác, výstava ke 120 výročí školy VOŠTŘ a SUŠTŘ
- 2000 Tokio, výstava Secese a art deco
- 2006 Praha, Muzeum Policie ČR, výstava Krajka
- 2008 Praha, Muzeum Policie ČR, výstava k významným výročím školy 130+90 = 2 jubilea jedné školy (VOŠTŘ a SUŠTŘ)
- 2009 Praha, Galerie E. Paličkové – výstava „Emilie Paličková“,
- 2012 Schönsee, Centrum Bavaria Bohemia, výstava školy a sbírky (VOŠTŘ a SUŠTŘ)
- 2014 Praha, Galerie UM, Z Prahy až do Buenos Aires, „Ženské umění“ a mezinárodní reprezentace meziválečného Československa
- 2015 Letohrad, zámek Krajka žije/Lace is alive, výstava se sbírek školy
- 2015 Miláno, EXPO
- 2015 Pražská muzejní noc, výstava a přednáška v Galerii Emilie Paličkové
- 2016 Jindřichův Hradec, Dům gobelínů, Řemesla pro budoucnost/ Budoucnost pro řemesla (VOŠTŘ a SUŠTŘ)
- 2019 Praha, Galerie Emilie Paličkové, STOLETÁ soubor výstav k výročí školy
- 2022 Vamberk, muzeum Krajky, Emilie Paličková a její pokračovatelé

## Pedagogické působení
- 1917–1921 asistentka na Uměleckoprůmyslové škole
- 1919–1946 Státní ústav školský pro domácí průmysl v Praze
- 1946–1959 VŠUP v Praze založila a vedla zde ateliér pro krajku a výšivku
- od 1923 instruktorkou v krajkářských kurzech

## Ceny
- 1925 Grand Prix a zlatá medaile na Mezinárodní výstavě moderní uměleckoprůmyslové výroby v Paříži za soubor krajek; výstava byla prvním souhrnným představením uměleckých řemesel stylu art deco.